# Kolozsvár tömegközlekedése

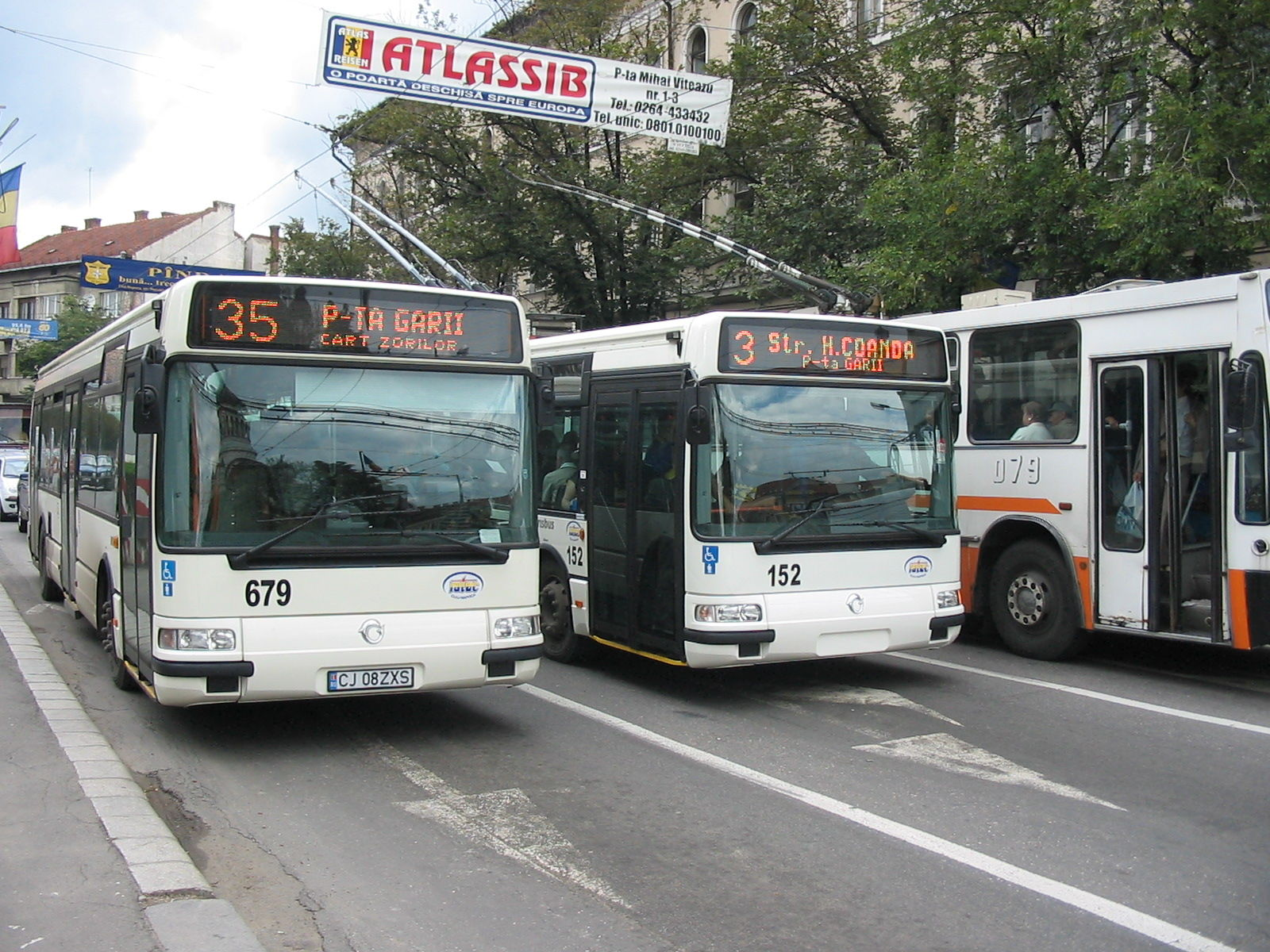
A 35-ös autóbusz és a 3-as trolibusz

A kolozsvári tömegközlekedés több mint egy évszázados múltra tekint vissza. A mai villamos-, trolibusz- és autóbuszvonalak a különböző időszakok igényeinek függvényében alakultak ki. A város utcahálózata 662 km hosszú, ebből 443 km van korszerűen felszerelve. A tömegközlekedés 342 kilométernyi útvonalon zajlik, autóbuszok, trolibuszok és villamosok segítségével.

## Története

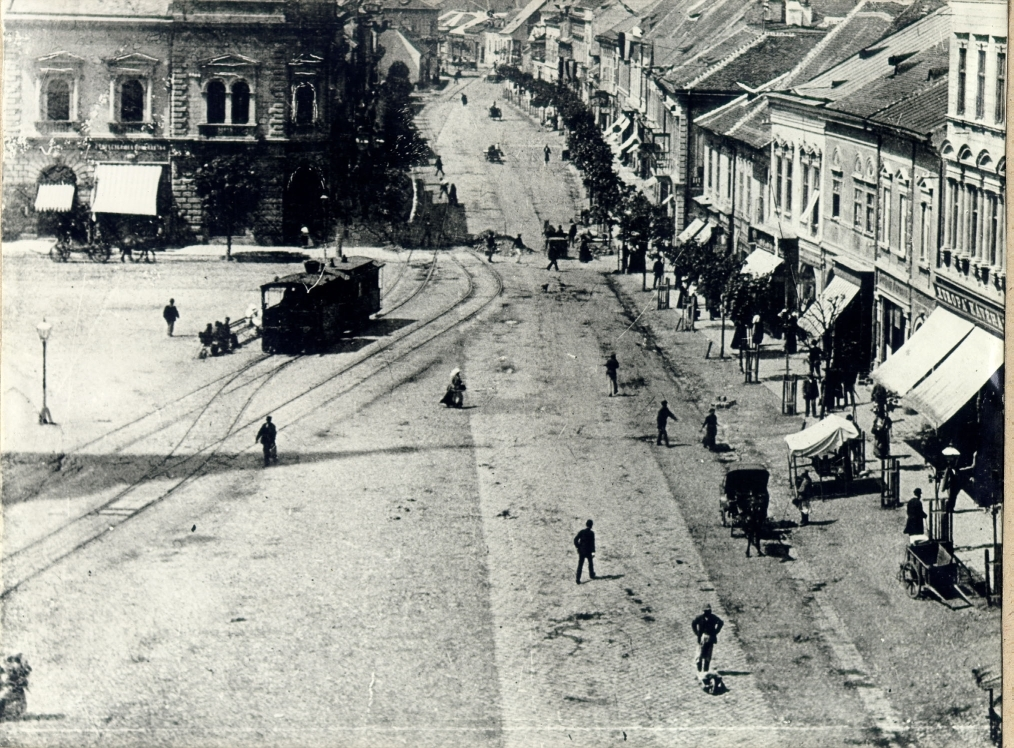
Közlekedés a főtéren 1902-ben

A város lakosságának gyors növekedése, valamint a vasúti pályaudvar megnyitása miatt már a 19. század második felében megjelennek az első tömegközlekedési eszközök, melyek elsősorban a városszéli kerületekből szállították az utasokat a központ és pályaudvar felé. Ilyen közlekedési eszköz volt a keskeny nyomtávú lóvasút, melyet 1893-ban gőzmozdonnyal vontatott szerelvényre cseréltek. Ezt 1902 nyarán felszámolták, mivel sok balesetet okozott.
Kolozsvár tömegközlekedési problémái az első világháború után súlyosbodtak. Az első buszjárat 1922-ben indult a szamosfalvi határból, a Magyar utcán (ma 1989. december 21. sugárút) át, a Főteret érintve a vasútállomásig. 1926-ban már közel 50 autóbusz közlekedett a város ucáin. A második világháború előestéjén a városban kilenc autóbuszvonal üzemelt, melyek közül 3 időszakosan. A világháború utáni benzinhiány miatt az autóbuszokat metángázzal üzemeltették.
A városi tömegközlekedés új korszaka 1959-ben kezdődött, amikor bevezették a trolibuszvonalakat valamint lecserélték az autóbuszflottát. 1987-ben a város lakosságának robbanásszerű növekedése indokolttá tette az első villamosvonal megnyitását.
A városi tömegközlekedést az 1991. január 1-jén RATUC-ként alapított, 2014-től CTP részvénytársasággá alakult cég felügyeli, melynek 100%-os tulajdonosa a polgármesteri hivatal.

## Vonalak

### Autóbuszvonalak
| Járatszám | Végállomás 1                                                                          | Végállomás 2                                                                          | Menetidő | Vonal hossza |
| 8L        | Mărăști piac (Piața Mărăști)                                                          | AGRO TRANSILVANIA                                                                     | 35'      |              |
| 9         | (Vasútállomás) Baross-tér (Piața Gării)                                               | Monostori-negyed – Bucium utcai végállomás (Cartierul Mănăștur – strada Bucium)       | 47'      | 12,8 km      |
| 19        | Széchenyi tér (Piața Mihai Viteazul)                                                  | Monostori-negyed – Mehedinti utca (Cartierul Mănăștur – strada Mehedinti)             | 50'      |              |
| 20        | Széchenyi tér (Piața Mihai Viteazul)                                                  | Borháncs-negyed (Borhanci)                                                            | 60'      |              |
| 21        | Széchenyi tér (Piața Mihai Viteazul)                                                  | Bunezoá/Békás-negyed – Tempus lakópark (Cartierul Bună Ziua – Complex Tempus)         | 60'      | 13 km        |
| 24        | Monostori-negyed – Bucium utcai végállomás (Cartierul Mănăștur – strada Bucium)       | Györgyfalvi negyed – Pedagógiai Kollégium (Cartierul Gheorgheni – Colegiul Pedagogic) | 62'      | 18,6 km      |
| 24B       | Györgyfalvi negyed – Pedagógiai Kollégium (Cartierul Gheorgheni – Colegiul Pedagogic) | VIVO! Cluj Napoca ( volt Polus Center)                                                |          |              |
| 25N       | Monostori-negyed – Bucium utcai végállomás (Cartierul Mănăștur – strada Bucium)       | Györgyfalvi negyed – Snagov utcai végállomás (Cartierul Gheorgheni – Aleea Snagov)    | 33'      | 17,0 km      |
| 26        | Dónát-negyed (Cartierul Grigorescu)                                                   | Györgyfalvi negyed – Pedagógiai Kollégium (Cartierul Gheorgheni – Colegiul Pedagogic) | 58'      | 18,5 km      |
| 27        | Dónát-negyed (Cartierul Grigorescu)                                                   | (Vasútállomás)Baross-tér (Piața Gării)                                                | 60'      | 17,7 km      |
| 28        | Dónát-negyed (Cartierul Grigorescu)                                                   | Széchenyi tér (Piața Mihai Viteazul)                                                  | 35'      | 8,3 km       |
| 28B       | Széchenyi tér (Piața Mihai Viteazul)                                                  | VIVO! Kolozsvár (volt Polus Center)                                                   |          |              |
| 29        | Széchenyi tér (Piața Mihai Viteazul)                                                  | Monostori-negyed – Bucium utcai végállomás (Cartierul Mănăștur – strada Bucium)       | 38'      | 10,9 km      |
| 30        | Dónát-negyed (Cartierul Grigorescu)                                                   | Mărăști-lakótelep – Atlas (Cartierul Mărăști – Atlas)                                 | 70'      | 17,2 km      |
| 31        | Széchenyi tér (Piața Mihai Viteazul)                                                  | Kardosfalva (Cartierul Baciu)                                                         | 36'      | 12,5 km      |
| M31       | Széchenyi tér (Piața Mihai Viteazul)                                                  | Kisbács (Comuna Baciu)                                                                | 60'      |              |
| 32        | Széchenyi tér (Piața Mihai Viteazul)                                                  | Györgyfalvi negyed – Alverna utca (Cartierul Gheorgheni – Strada Alverna)             | 33'      | 6,6 km       |
| 32B       | (Vasútállomás)Baross-tér (Piața Gării)                                                | Györgyfalvi negyed – Alverna utca (Cartierul Gheorgheni – Strada Alverna)             | 44'      | 9,2 km       |
| 33        | Széchenyi tér (Piața Mihai Viteazul)                                                  | Györgyfalvi negyed – Kisbánya utca (Cartierul Gheorgheni – Strada Băișoara)           | 33'      | 6,6 km       |
| 34        | Május 1. tér (Piața 1 Mai)                                                            | Györgyfalvi negyed – Kisbánya utca (Cartierul Gheorgheni – Strada Băișoara)           | 32'      | 10,7 km      |
| 35        | (Vasútállomás)Baross-tér (Piața Gării)                                                | Hajnal negyed – Gheorghe Dima utca (Cartierul Zorilor – Strada Gheorghe Dima)         | 44'      | 10,4 km      |
| 36        | Széchenyi tér (Piața Mihai Viteazul)                                                  | Szamosfalva – Brán utca (Someșeni – Str. Branului)                                    | 42'      | 10,4 km      |
| 36B       | Széchenyi tér (Piața Mihai Viteazul)                                                  | Szamosfalva – Bârc utca (Someșeni – Str. Bârc)                                        | 42'      | 10,4 km      |
| 37        | Széchenyi tér (Piața Mihai Viteazul)                                                  | Fellegvár – Gépész utca (Cartierul Gruia – Strada Mașiniștilor)                       | 30'      | 5,7 km       |
| 38        | Széchenyi tér (Piața Mihai Viteazul)                                                  | Fellegvár – Vadász utca (Cartierul Gruia – Strada Vânătorului)                        | 30'      | 4,7 km       |
| 39        | Széchenyi tér (Piața Mihai Viteazul)                                                  | Kajántói-völgy (Valea Chintăului)                                                     | 60'      | 13,5 km      |
| 40        | Hunyadi tér (Piața Ștefan Cel Mare)                                                   | Bükki erdő (Colonia Făget)                                                            |          | km           |
| 41        | Dónát-negyed (Cartierul Grigorescu)                                                   | Május 1. tér (Piața 1 Mai)                                                            | 42'      | 11,3 km      |
| 42        | Széchenyi tér (Piața Mihai Viteazul)                                                  | Monostori-negyed – Mező utca (Cartierul Mănăștur – strada Câmpului)                   |          |              |
| 43        | Dónát-negyed (Cartierul Grigorescu)                                                   | Hajnal negyed – Obszervatórium utca (Cartierul Zorilor – Strada Observatorului)       | 60'      | 14,6 km      |
| 43B       | Dónát-negyed (Cartierul Grigorescu)                                                   | Bükki-erdő (Făget)                                                                    | -        | km           |
| 43P       | Hajnal negyed – Obszervatórium utca (Cartierul Zorilor – Strada Observatorului)       | Polus Center                                                                          |          |              |
| 44        | Dónát-negyed (Cartierul Grigorescu)                                                   | Györgyfalvi negyed- Egyesülés utca (Cartierul Gheorgheni – Strada Unirii)             |          | km           |
| 46B       | Mărăști-lakótelep – Atlas (Cartierul Mărăști – Atlas)                                 | Hajnal negyed – Gheorghe Dima utca (Cartierul Zorilor – Strada Gheorghe Dima)         | 31'      | 7,3 km       |
| 47        | Széchenyi tér (Piața Mihai Viteazul)                                                  | Tóköz – (Cartierul Între Lacuri)                                                      | 40'      | 9,4 km       |
| 48        | Györgyfalvi negyed – Kisbánya utca (Cartierul Gheorgheni – Strada Băișoara)           | Munka sugárút (Bulevardul Muncii)                                                     | 45'      | 15,7 km      |
| 50        | Hajnal negyed – Gheorghe Dima utca (Cartierul Zorilor – Strada Gheorghe Dima)         | Munka sugárút (Bulevardul Muncii)                                                     | 65'      | 20,1 km      |
| 52        | Monostori-negyed – Bucium utcai végállomás (Cartierul Mănăștur – strada Bucium)       | Kölesföld (Strada Plevnei)                                                            | 56'      | 15,7 km      |

### Trolibuszvonalak
| Járatszám | Végállomás 1                                                                          | Végállomás 2                                                                      | Menetidő | Vonal hossza |
| 1         | Monostori-negyed – Clăbucet utcai végállomás (Cartierul Mănăștur – Strada Clăbucet)   | Május 1. tér (Piața 1 Mai)                                                        | 62'      | 14,3 km      |
| 2         | Monostori negyed - Ion Mester utca (Ion Meşter)                                       | (Vasútállomás) Baross-tér, (Piața Gării)                                          |          | 10,4 km      |
| 3         | Györgyfalvi negyed – Snagov utcai végállomás (Cartierul Gheorgheni – Aleea Snagov)    | (Vasútállomás) Baross-tér (Piața Gării)                                           | 46'      | 10,0 km      |
| 4         | Mărăști-lakótelep – Atlas (Cartierul Mărăști – Atlas)                                 | (Vasútállomás) Baross-tér (Piața Gării)                                           | 50'      | 11,2 km      |
| 5         | (Vasútállomás) Baross-tér (Piața Gării)                                               | Repülőtér (Aeroport)                                                              |          |              |
| 6         | Monostori-negyed – Clăbucet utcai végállomás (Cartierul Mănăștur – Strada Clăbucet)   | Mărăști-lakótelep – Atlas (Cartierul Mărăști – Atlas)                             | 60'      | 15,1 km      |
| 7         | Monostori-negyed – Islazului utcai végállomás (Cartierul Mănăștur – Strada Islazului) | Mărăști-lakótelep – Atlas (Cartierul Mărăști – Atlas)                             | 62'      | 14,3 km      |
| 8         | Széchenyi tér (Piața Mihai Viteazul)                                                  | Repülőtér (Aeroport)                                                              | 60'      | 17,7 km      |
| 10        | Györgyfalvi negyed, Unirii utca- (Cartierul Gheorgheni- Str. Unirii)                  | Munka sugárút- ERS CUG (Bulevardul Muncii- ERS CUG)                               |          | km           |
| 14        | Monostori-negyed, Ion Meşter utca- (Cartieul Mănăştur - Ion Meşter)                   | Munka sugárút- (Bulevardul Muncii- ERS CUG)                                       |          | km           |
| 23        | Széchenyi tér (Piața Mihai Viteazul)                                                  | Munka sugárút- ERS CUG (Bulevardul Muncii- ERS CUG)                               | 40'      | 12,6 km      |
| 25        | Monostori-negyed – Clăbucet utcai végállomás (Cartierul Mănăștur – Strada Clăbucet)   | Györgyfalvi negyed – Unirii utcai végállomás (Cartierul Gheorgheni – Str. Unirii) | 65'      | 17,0 km      |

### Villamosvonalak
| Járatszám | Végállomás 1                                                                        | Végállomás 2                            | Menetidő | Vonal hossza |
| 100       | Munka sugárút (Bulevardul Muncii)                                                   | (Vasútállomás) Baross-tér (Piața Gării) | 37'      | 5,9 km       |
| 100L      | Villamos kocsiszín (Depou)                                                          | (Vasútállomás) Baross-tér (Piața Gării) |          |              |
| 101       | Monostori-negyed – Clăbucet utcai végállomás (Cartierul Mănăștur – Strada Clăbucet) | (Vasútállomás) Baross-tér (Piața Gării) | 48'      | 7,5 km       |
| 102       | Monostori-negyed – Clăbucet utcai végállomás (Cartierul Mănăștur – Strada Clăbucet) | Munka sugárút (Bulevardul Muncii)       | 82'      | 13,0 km      |
| 102L      | Monostori-negyed – Clăbucet utcai végállomás (Cartierul Mănăștur – Strada Clăbucet) | Villamos kocsiszín(Depou)               |          |              |

### Elővárosi buszjáratok
| Járatszám | Végállomás 1                         | Végállomás 2    | Menetidő | Vonal hossza |
| M31       | Széchenyi-tér (Piața Mihai Viteazul) | Kisbács (Baciu) | 60'      | 12,5 km      |

### Bevásárlóközponti járatok
| Járatszám | Végállomás 1                                                                        | Végállomás 2                        | Menetidő | Vonal hossza |
| VIVO      | Monostori-negyed – Clăbucet utcai végállomás (Cartierul Mănăștur – Strada Clăbucet) | VIVO! Kolozsvár (volt Polus Center) |          |              |
| CORA 1    | Széchenyi-tér (Piața Mihai Viteazul)                                                | Cora                                |          |              |
| CORA 2    | Hajnal negyed – Sigma Center                                                        | Cora                                |          |              |
| REAL      | Széchenyi-tér (Piața Mihai Viteazul)                                                | Auchan                              |          |              |

## Fejlesztések

### Villamos

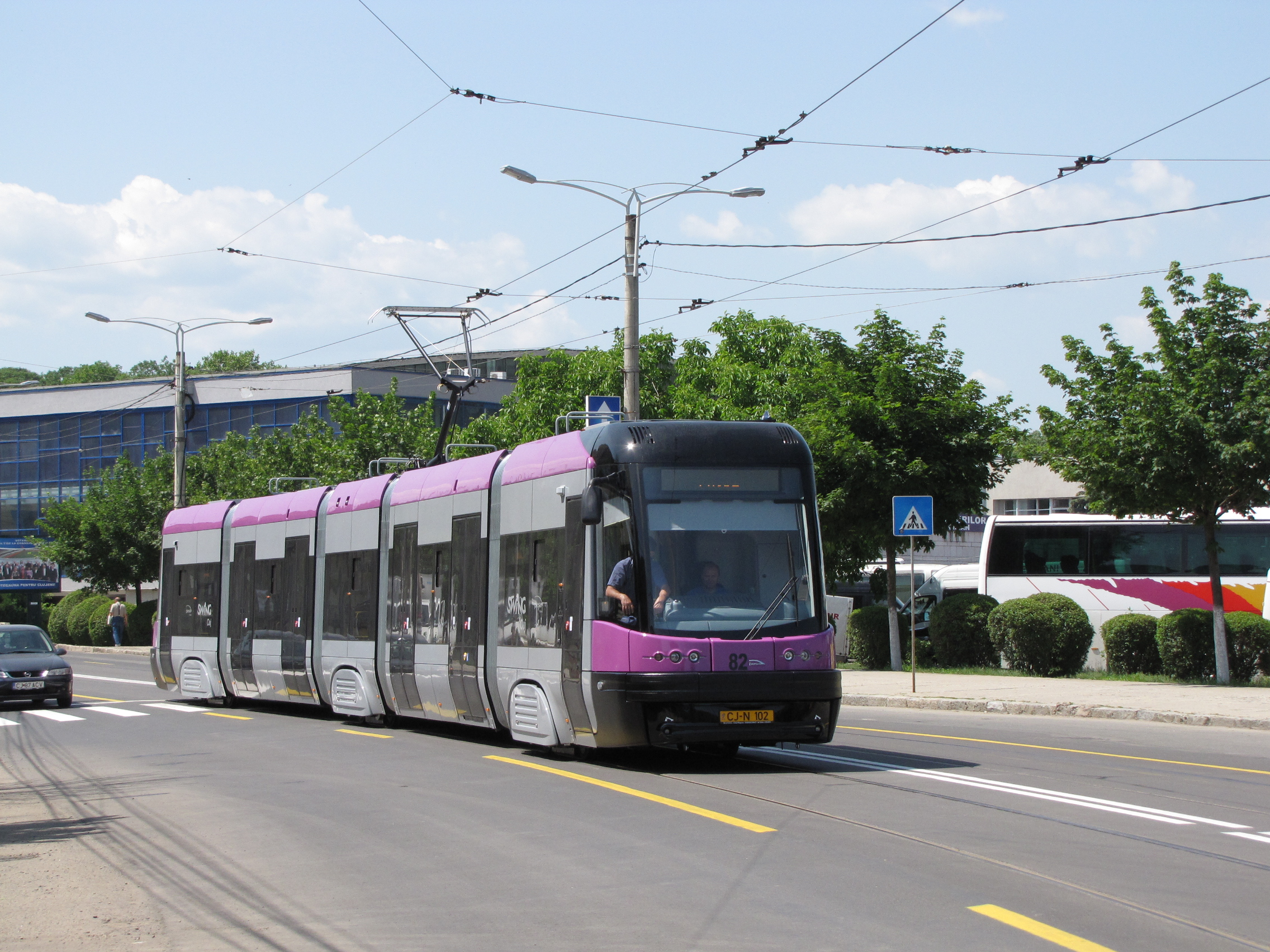
Az egyik új PESA 120Nc típusú villamos első próbaútján.

Az Európai Unió finanszírozásával felújitják Kolozsvár villamosvonalait. Az első szakasz már elkészült, a második 2013 nyarára fog elkészülni. Ezzel párhuzamosan a polgármesteri hivatal 2012 márciusában aláírta a szerződést a lengyel PESA-val 12 villamos megrendelésére. Az első szerelvény 2012. júniusban állt forgalomba.

### Egyéb fejlesztések
Szintén Európai Uniós pénzekből korszerűsítik a buszmegállókat a városban. A 122 korszerű megállóból 87 már meglévő megálló, ezeket felújítják.
2020-ban 41 Solaris elektromos busz, 50 Solaris Trollino 18 trolibusz és 24 Astra Imperio villamos állt forgalomba.
2020 novemberében régi-új trolibuszjáratok indultak:
2 :Monostori negyed (Ion Mester utca) - Nagyállomás  (nagyjából a régi 2-es, később 9-es trolibusz útvonala).
10: Munka Sugárút (ERS CUG)- Belváros- Györgyfalvi negyed - Mărăşti-negyed - Munka sugárút (ERS CUG) - körjárat
14: Monostori negyed (Islazului utca) - Mărăşti-negyed - Munka sugárút (ERS CUG) 
Ezek mellett a 23-as vonalon újra trolibuszok közlekednek.
2022 végén elindult a metróvonal tervezése, amely Szászfenes és Kolozsvár keleti széle között közlekedne.

2023 júniusától a 8-as viszonylaton is újra trolibuszok közlekednek.

## Galéria
|  |  |  |  |